# Ivan Viglaský
Ivan Viglaský (* 5. Dezember 1985) ist ein ehemaliger slowakischer Radrennfahrer.

## Sportlicher Werdegang
Ivan Viglaský nahm 2006 am U23-Straßenrennen der Weltmeisterschaft in Salzburg teil und belegte dort den 129. Platz. Im nächsten Jahr wurde er im tschechischen Brno slowakischer Meister im Straßenrennen der U23-Klasse. Außerdem belegte er den zweiten Platz auf dem ersten Teilstück de Grand Prix Cycliste de Gemenc. In der Saison 2008 gewann Viglaský zwei Etappen bei der Tour du Cameroun und wurde ein weiteres Mal Etappendritter. In den folgen Jahren erzielte er wiederholt Top-10-Platzierungen bei Radrennen in Übersee, bei Rennen in Europa blieb er ohne nennenswerte Platzierungen.
In der Saison 2016 wurde Viglaský letztmalig in den Ergebnislisten der UCI geführt.

## Erfolge
2007
- Slowakischer Meister – Straßenrennen (U23)

2008
- zwei Etappen Tour du Cameroun

## Teams
- 2014 CK Banská Bystrica
- 2015 CK Banská Bystrica